# 台湾総督ノ命令公布式
台湾総督ノ命令公布式（たいわんそうとくのめいれいこうふしき、明治33年台湾総督府令第70号）は、日本統治時代の台湾において台湾総督が発する命令の形式及び公布の手続について規定した日本の台湾総督府令。明治33年（1900年）9月14日成立、公布。同年10月1日施行。
本令は、台湾総督ノ発スル命令公布式（明治34年台湾総督府令第103号）の制定によって廃止された。

## 概要
台湾総督が発する命令は、府報に掲載することをもって公布式とする。